# Plaça Sant Joan (Cardedeu)
La Plaça Sant Joan és una plaça pública de Cardedeu (Vallès Oriental) inclosa a l'Inventari del Patrimoni Arquitectònic de Catalunya.

## Descripció
Plaça d'estructura rectangular amb una zona enjardinada i d'esplai pels infants, circumdada per una via circulatòria de direcció única. Té una part petita, davant de la imponent façana de l'Ajuntament, amb un aparcament i un petit jardí. La plaça està voltada d'alguns dels edificis més importants de Cardedeu: la Torre Llige, actual ajuntament, la Casa Daurella, actual biblioteca, i Museu-Arxiu Tomàs Balvey, la Casa Lluís Llibre i d'altres construïdes o reformades als voltants del temps en què es va fer la plaça, l'any 1915.

## Història
El 19 d'abril de 1915, aprofitant la visita del bisbe, va tenir lloc la cerimònia simbòlica de l'enderrocament de la primera pedra de la Torre Lledó, els carreus de la qual serviren per a fer el sardinell de la plaça Sant Joan. El finestral de la torre Lledó va desaparèixer. El 14 de març de 1915, l'arquitecte municipal Raspall va presentar un pla de la nova plaça que s'exposà al públic. També es van recaptar donatius (Plec 151 de l'Arxiu municipal).